# ATP Challenger de Kozerki
O ATP Challenger de Kozerki – ou Kozerki Open, atualmente – é um torneio de tênis profissional masculino, de nível ATP Challenger 75.
Realizado em Grodzisk Mazowiecki, no centro-leste da Polônia, estreou em 2022. Os jogos são disputados em quadras de duras durante o mês de agosto.

## Finais

### Simples
| Ano  | Campeão            | Vice-campeões  | Resultado     |
| ---- | ------------------ | -------------- | ------------- |
| 2024 | Marc-Andrea Hüsler | Vít Kopřiva    | 6–1, 6–4      |
| 2023 | Jesper de Jong     | Bejamin Hassan | 6–3, 6–3      |
| 2022 | Tomáš Macháč       | Zhang Zhizhen  | 1–6, 6–3, 6–2 |

### Duplas
| Ano  | Campeões                      | Vice-campeões                               | Resultado |
| ---- | ----------------------------- | ------------------------------------------- | --------- |
| 2024 | Charles Broom David Stevenson | Daniel Cukierman Johannes Ingildsen         | 6–3, 7–63 |
| 2023 | Théo Arribagé Luca Sanchez    | Anirudh Chandrasekar Vijay Sundar Prashanth | 6–4, 6–4  |
| 2022 | Robin Haase Philipp Oswald    | Hugo Nys Fabien Reboul                      | 6–3, 6–4  |